# 1468
Пізнє Середньовіччя •  Відродження •  Реконкіста •  Ганза •  Ацтецький потрійний союз •  Імперія інків

## Геополітична ситуація
Османську державу очолює Мехмед II Фатіх (до 1481). Імператором Священної Римської імперії є Фрідріх III. У Франції королює Людовик XI (до 1483).
Апеннінський півострів розділений: північ належить Священній Римській імперії, середню частину займає Папська область, південь належить Неаполітанському королівству. Деякі міста півночі: Венеція, Флоренція, Генуя тощо, мають статус міст-республік.
Майже весь Піренейський півострів займають християнські Кастилія і Леон, де править Енріке IV (до 1474), Арагонське королівство на чолі з Хуаном II (до 1479) та Португалія, де королює Афонсо V (до 1481). Під владою маврів залишилися тільки землі на самому півдні.
Едуард IV є королем Англії (до 1470), королем Данії та Норвегії — Кристіан I (до 1481), королем Швеції —  Карл VIII Кнутсон. Королем Угорщини є Матвій Корвін (до 1490), а Богемії — Їржі з Подєбрад (до 1471). У Польщі королює, а у Великому князівстві Литовському княжить Казимир IV Ягеллончик (до 1492).
Частина руських земель перебуває під владою Золотої Орди. Галичина входить до складу Польщі. Волинь належить Великому князівству Литовському. Московське князівство очолює Іван III Васильович (до 1505).
На заході євразійських степів від Золотої Орди відокремилися Казанське ханство, Кримське ханство, Ногайська орда. У Єгипті панують мамлюки. У Китаї править династія Мін. Значними державами Індостану є Делійський султанат, Бахмані, Віджаянагара. В Японії триває період Муроматі.
У Долині Мехіко править Ацтецький потрійний союз на чолі з Монтесумою I (до 1469). Цивілізація мая переживає посткласичний період. В Імперії інків править Панчакутек Юпанкі (до 1471).

## Події
- Великий князь Литовський Казимир Ягеллончик видав збірку правових норм, що мала назву Судебник.
- Війська англійського короля Едуарда IV з династії Йорків після 7-річної облоги взяли замок Гарлек, що перебував у руках ланкастерців.
- Війська португальського короля Афонсо V захопили місто Анфу (сучасна Касабланка в Марокко).
- Угорський король Матвій Корвін розпочав війну проти Богемії.
- Кастильський король Енріке V призначив своєю спадкоємницею свою сестру Ізабеллу.
- Герцог Бургундії Карл Сміливий придушив повстання шести сотень франшімонтуа в Льєжі.
- Султаном Єгипту став Кайтбей.
- Сонгаї захопили Тімбукту в Малі.

## Народились
- 12 липня — Хуан дель Енсіна, іспанський поет, композитор, основоположник іспанської драми епохи Відродження.

## Померли
- 17 січня — У Лежі у віці близько 63-х років помер албанський національний герой Скандербег, що в 1443 році очолив у Албанії національне антитурецьке повстання.